# Эскадренные миноносцы типа «Чхунмугон Ли Сунсин»
Эскадренные миноносцы типа «Чхунмугон Ли Сунсин» (кор. 충무공 이순신급 구축함, 忠武公李舜臣級驅逐艦, Chungmugong Isunsin-geup Guchukham, Ch'ungmugong Yisunsin'gŭp Kuch'ukham, известные также как эсминцы типа KDX-II) — тип многоцелевых эскадренных миноносцев с управляемым ракетным оружием, состоящий на вооружении ВМС Южной Кореи. Являются частью реализации судостроительной программы KDX-II военно-морских сил Южной Кореи, направленной на создание флота способного вести боевые действия в открытом океане. Название класса, эсминцы получили по имени национального корейского героя, флотоводца Ли Сунсина (16-й век), получившего посмертное имя «Чхунмугон» — «Верный военачальник». Всего построено 6 кораблей этого типа.

## История строительства
Первый южнокорейский эсминец типа «Чхунмугон Ли Сунсин» (проект KDX-II) вступил в боевой состав ВМС Южной Кореи в 2003 году.

## Энергетическая установка
Главная энергетическая установка включает два газотурбинных двигателя General Electric LM2500 общей мощностью 58 200 л. с. и два швейцарских дизельных двигателя MTU 20V 956 ТВ92 общей мощностью 8000 л. с.

## Вооружение
Установка вертикального пуска Мark 41 (всего 32 ячейки, используемых под размещение ЗУР Стандарт-2),
до 32 тактических ракет Hyunmoo III (аналог американской крылатых ракет «Томагавк»; :16 ПКР SSM-700K Хэсон (установка планируется),
1х21 ЗРК самообороны RIM-116 RAM,
1х1 127-мм артиллерийская установка Mark 45
1х7 30-мм автомат «Goalkeeper», один вертолёт.

## Состав серии
| DDG 975 | «Чхунмугон Ли Сунсин» (충무공이순신, Chungmugong Yi Sun-sin) | Daewoo  | 2001 | 15.05.2002 | 30.11.2003 |  |  |
| DDG 976 | «Мунму Тэван» (문무대왕, Munmu the Great)                    | Hyundai | 2002 | 11.04.2003 | 30.09.2004 |  |  |
| DDG 977 | «Тэ Чжоён» (대조영, Dae Jo-yeong)                            | Daewoo  | 2002 | 12.11.2003 | 30.06.2005 |  |  |
| DDG 978 | «Ван Гон» (왕건, Wang Geon)                                  | Hyundai | 2003 | 04.05.2005 | 10.11.2006 |  |  |
| DDG 979 | «Кан Камчхан» (강감찬, Gang Gam-chan)                        | Daewoo  | 2004 | 16.03.2006 | 01.10.2007 |  |  |
| DDG 981 | «Чхе Ён» (최영, Choe Yeong)                                  | Hyundai | 2005 | 20.10.2006 | 04.09.2008 |  |  |